# Club de l’Évêché
Pour les articles homonymes, voir Évêché (homonymie).
Le Club de l’Évêché est une organisation politique constituée par des membres de l’Assemblée électorale de Paris qui fonctionna en 1791 et 1792. 

## Un groupe de l’Assemblée électorale de Paris
Le Club de l’Évêché est le nom donné à un groupement politique constitué par des membres de l’Assemblée électorale de Paris le 31 août 1791. Il se réunissait dans une salle de l’Évêché de Paris située dans l’île de la Cité.
En septembre 1791, l’assemblée se divise en deux factions : les membres radicaux restent dans le Club de l’Évêché tandis que les électeurs modérés rejoignent le Club de la Sainte Chapelle. 
Le Club de l’Évêché est issu du Club des Cordeliers. Gracchus Babeuf y participe.
Le Club est présidé par Edmond Louis Alexis Dubois-Crancé (1747-1814), député des Ardennes à la Convention nationale et général. Il tient ses séances en public, contrairement à son concurrent. 387 noms, dont 346 pour les sections et 41 pour les cantons, figurent sur la liste des membres pour l’année 1791. En 1792, la nouvelle liste comprend 397 noms pour les sections seulement.
Après la décision prise le 2 septembre 1792 par l’Assemblée électorale de Paris d’exclure ceux de ses membres qui auraient assisté aux travaux du club de la Sainte-Chapelle, l’organisation de clubs à l’intérieur de l’assemblée fut interdite le 4 septembre.

## Sources
- Étienne Charavay : Assemblée électorale de Paris, Procès-verbaux : volume 2 (26 août 1791 – 12 août 1792), Cerf, Quantin, Charles Noblet, Paris, 1894
- Étienne Charavay : Assemblée électorale de Paris, Procès-verbaux : volume 3 (2 septembre 1792 – 17 frimaire an II), Cerf, Quantin, Charles Noblet, Paris, 1905